# Kılıç Arslan IV
Pour les articles homonymes, voir Kılıç Arslan, Arslan et Rukn ad-Dîn.
Rukn ad-Duniya wa ad-Dîn As-Sultân al-A`zim Qilij Arslân ben Kay Khusrû ou Kılıç Arslan IV (l'Epée Lion) est un sultan seldjoukide de Roum. Il nait en 1236/37 d’une mère d’origine turque. Il est le deuxième fils de Kay Khusraw II.

## Biographie
En 1241, les Mongols menés par Baïdju envahissent l'Anatolie, Erzurum est prise. Kay Khusraw réunit une armée de mercenaires mêlant des Byzantins des Arméniens des Francs pour combattre les Mongols.
Le 26 juin 1243, à la bataille de Köse Dağ Kay Khusraw subit une défaite devant les armées mongoles menées par Baïdju. Les Mongols soumettent les seldjoukides du sultanat de Roum.

### Le règne des vizirs (1246-1248)
À sa mort en 1246, Kay Khusraw II laisse trois fils de mères différentes. Tous les trois sont mineurs et sont sous la tutelle des vizirs et des Houlagides :
- `Izz ad-Dîn Kay Kâwus est l'aîné. Il n'a pas treize ans. Sa mère est une Grecque fille d'un pope. Le vizir Chams ad-Din al-Isfahani (en) prend le parti de Kay Kawus mais il hésite à éloigner les deux autres frères car cette décision relève de l'autorité des Mongols. Chams ad-Dîn al-Isphanî épouse la mère de son protégé[4].
- Rukn ad-Dîn Kılıç Arslân prétend à la succession de son père.
- `Ala' ad-Dîn Kay Qubâdh est né vers 1239/40. Il est le fils de la troisième épouse, et favorite, de Kay Khusraw, Thamar, fille de la reine de Géorgie Rousoudan Ire et petite-fille du sultan seldjoukide Tuğrul II. Son père s'était converti au christianisme orthodoxe. Elle se convertit à l'Islam pour son mariage et devient Gürcü Hatun (ou Ghurji Khatun) en 1237 pour assurer la paix entre la Géorgie et les Seldjoukides d'Anatolie. C'est lui que Kay Khusraw a désigné comme successeur[5].

Chams ad-Dîn al-Isphanî ne peut pas interdire à Rukn ad-Dîn Kılıç Arslân d'aller à la rencontre du Grand Khan à l'occasion de la proclamation de Güyük à ce titre. Pour asseoir son pouvoir, le vizir fait tuer un certain nombre de rivaux. Rukn ad-Dîn Kılıç Arslân obtient que le sultanat soit coupé en deux parties, l'Ouest pour Kay Kawus avec comme capitale Konya et l'Est pour Kılıç Arslân avec comme capitale Sivas. La frontière entre les deux domaines est la rivière Kızılırmak. Lorsque Kılıç Arslân revient en Anatolie avec son titre de sultan, la nouvelle de la mort de Güyük et de la nomination de son successeur Möngke inquiète les émirs turcs qui se mettent d'accord pour que les trois frères règnent conjointement.

### Le triumvirat (1248/49-1257)
Le vizir Jalal ad-Din Qaratay (en turc : Celaddin Karatay) parvient à un accord entre les trois frères avec le soutien des Mongols. Le sultanat est divisé en trois :
- `Izz ad-Dîn Kay Kâwus reste à Konya.
- Rukn ad-Dîn Kılıç Arslan règne à Sivas.
- `Ala' ad-Dîn Kay Qubâdh, règne à Malatya.

Chams ad-Dîn al-Isphanî, vizir de Kay Khusraw est chargé par les Mongols de gouverner ce triumvirat ; c'est lui qui possède le pouvoir réel.
En 1249, Chams ad-Dîn al-Isphanî est arrêté à cause de ses excès et assassiné.
Le Khan mongol Möngke convoque Kay Kâwus. Ce dernier n'a guère envie de cette rencontre, il envoie à sa place son jeune frère Kay Qubâdh chargé de riches présents pour le Khan. A Erzurum, en chemin de cette rencontre, Kay Qubâdh est assassiné. Möngke provoque une enquête sur cette mort mais elle ne mène à rien.
Les Mongols divisent le royaume en deux. L'Est de l'Anatolie avec comme capitale Sivas pour Kılıç Arslan. L'Ouest de l'Anatolie, avec la proximité de Nicée et Constantinople avec pour capitale Konya pour Kay Kâwus. Ce découpage convient aux origines de sa mère. C'est le très habile et intrigant vizir de Kılıç Arslan, Mu`in ad-Dîn Suleyman qui va jouer le premier rôle.
En juillet 1261, après avoir pris Constantinople, Michel Paléologue devient le nouvel empereur byzantin réunissant les empires de Nicée et de Constantinople. Entraîné par les manœuvres de Mu`in ad-Dîn Suleyman, Kay Kâwus offre son aide à Michel Paléologue dans sa lutte contre les Mongols. Ce plan fait long feu. Kay Kâwus est démis, emprisonné puis exilé.

### Le règne (1261-1265)
Kılıç Arslan reste seul sur le trône des Seldjoukides et son vizir Mu`in ad-Dîn Suleyman prend le titre de « Pervane » (ordre).
En 1265, Mu`in ad-Dîn Suleyman « Pervane » se constitue une petite principauté personnelle en conquérant Sinope. Kılıç Arslan est assassiné au cours d’un banquet sans doute à l’instigation de Pervane.
Pervane est tenté de placer son fils de trois ans sur le trône des sultans. Il préfère épouser la veuve de Kılıç Arslan pour pouvoir exercer les fonctions de régent auprès de Kay Khusraw III, âgé de six ans, fils et héritier de Kılıç Arslan.